# Traité de Zurich
Le traité de Zurich met fin au conflit qui oppose la coalition franco-sarde à l’empire d'Autriche, le traité est négocié et signé entre le 10 et le 11 novembre 1859 : les Autrichiens cèdent la Lombardie à la France qui la cède au royaume de Sardaigne alors que l’Autriche conserve la Vénétie et les forteresses de Mantoue et Peschiera. Les souverains de Modène, Parme et Toscane retrouvent leurs États ainsi que les gouverneurs pontificaux, Bologne. Tous les États italiens, la Vénétie incluse, encore autrichienne, doivent s’unir en une confédération italienne présidée par le pape.

## Préambule
Le 8 août la conférence de paix s’ouvre à Zurich, l’Autriche ne souhaitant pas la présence des plénipotentiaires piémontais.
La France est représentée par le comte François-Adolphe de Bourqueney et par le marquis Gaston-Robert de Banneville, l’Autriche par le baron de Meysenbug et du comte Karoly et le royaume de Sardaigne par le cavaliere Desambrois (Luigi des Ambrois de Névache). 
De ce fait, les négociations n’ont lieu qu'entre Français et Autrichiens et les résultats sont rapidement acquis : la Lombardie, à l’exception de Mantoue (forteresses du quadrilatère), est cédée à la France et le Piémont n'a pas d'alternative : il ne peut qu’accepter ou refuser la rétrocession des territoires.

## La paix et ses conséquences
La paix n’est signée par le représentant du roi de Sardaigne qu’en novembre, en fait l’entière construction de la paix de Zurich est en peu de temps balayée : la confédération avec à sa tête le Pape ne se réalise pas, les souverains évincés ne retrouvent pas leurs États. L’unité italienne s’oriente vers une direction monarchique et unitaire, abandonnant les idées fédéralistes c’est pourquoi la mise en œuvre d’une armée fédérale ne resta que théorique. Une telle situation convient à Napoléon III car elle s’approche de l’opinion « bien pensante » européenne et ne déplaît pas aux catholiques français sur lesquels l’Empereur s’appuie pour sa politique intérieure.
L’unique réalisation du traité de Zurich est celle relative à l’annexion de la Lombardie au Piémont déjà en place depuis l’armistice de Villafranca et qui constitue le noyau central du royaume d’Italie en gestation. L’objectif des négociateurs piémontais d’obtenir Mantoue et Peschiera est un échec, abandonnant ainsi les fortifications du quadrilatère aux mains des Autrichiens qui constituent un important avantage militaire lors de la troisième guerre d'Indépendance italienne.
Le traité évoque dans le détail le sort de la dette publique gérée par la banque lombardo-vénitienne, en vue de résoudre les questions héritées de la banque Napoléon pour les dettes nées de la période napoléonienne. De nouveau les demandes piémontaises ne sont pas prises en compte.

## Les compensations à la France
Les accords de Plombières du 21 juillet 1858 qui deviennent un pacte militaire signé le 28 janvier 1859 avaient prévu une compensation à la France en échange de son intervention : Nice et la Savoie. L’objectif de libérer la Vénétie de l’Autriche n’a pas été atteint et, à Zurich, cette question n’est pas évoquée. Le 20 mars 1860, Cavour signe la cession de la Savoie et de Nice à la France et obtient en échange l’accord de l’empereur pour l’annexion de la Toscane et de l’Émilie-Romagne au royaume de Sardaigne. Sur la lancée, Garibaldi organise l’expédition des Mille et Victor-Emmanuel II peut devenir roi d’Italie.

## Sources
- (it) Cet article est partiellement ou en totalité issu de l’article de Wikipédia en italien intitulé « Pace di Zurigo » (voir la liste des auteurs).

1. ↑  Franco Valsecchi. Traducteur Ferdinand Boyer, « La paix de Zurich (1859) », Revue d’histoire moderne et contemporaine, vol. 7, no 2,‎ 1960, p. 111-122 (lire en ligne)